# Das bißchen Haushalt … sagt mein Mann
Das bißchen Haushalt … sagt mein Mann ist ein Schlager von Johanna von Koczian aus dem Jahr 1977. Er nimmt die männliche Sicht auf die traditionelle Rollenverteilung bei der Haus- und Familienarbeit ironisch aufs Korn und wird noch heute als geflügeltes Wort in diesem Zusammenhang zitiert.

## Hintergrund
Die Film-, Theater- und Musicalschauspielerin Johanna von Koczian erlebte ab den 1970er-Jahren auch Erfolge als Sängerin von Schlagern wie Der Lord von Barmbek (1973) oder Keinen Pfennig (1974). Das bißchen Haushalt … sagt mein Mann war die Singleauskopplung ihrer dritten, gleichnamigen Langspielplatte, die 1977 beim Musiklabel Philips / Phonogram erschien. Produzent war ihr Ehemann Wolf Kabitzky, der bereits ihr letztes Album Du bist mein Zuhause produziert hatte. Das Stück wurde von Henry Mayer komponiert, und Hans Bradtke steuerte den Text bei.

## Text
Im Text zitiert eine Hausfrau Äußerungen ihres Ehemannes über die seiner Meinung nach geringe Belastung von Frauen durch die Hausarbeit, also das bißchen Haushalt. Er kann nicht verstehen, wie eine Frau sich darüber beklagen oder gar verzweifeln kann. Schließlich sei die Hausarbeit doch „halb so wild“, unproblematisch und bequem zu erledigen. In den einzelnen Strophen gibt die Sängerin die Meinung des Mannes zum Kochen, Abwasch, Wäschewaschen oder Bügeln wieder, deren Aufwand er stets als sehr gering bezeichnet. „Das bißchen“ Arbeit im Garten findet er gar „wohltuend“ und „für den Kreislauf gut“, während er täglich in die Firma fahren muss. Seine Frau ruhe sich in der Zeit zu Hause aus, wofür sie „ihrem Schöpfer auf Knien danken“ könne.
Das Lied besteht aus fünf Strophen, von denen die ersten vier identisch aufgebaut sind: Einer Zeile mit einem Zitat des Mannes (z. B. „Das bißchen Haushalt ist doch kein Problem“) folgt die immer gleiche Zuordnung „sagt mein Mann“. Es folgt eine zweite Zitatzeile mit einer weiteren Äußerung des Partners, die einen Endreim zum ersten Zitat bildet (z. B. „Und auch das Bügeln schafft man ganz bequem“), wiederum gefolgt von „sagt mein Mann“. Das letzte Zeilenpaar dieser Strophen enthält stets die Verwunderung über die Klage der Frau („Wie eine Frau von heut’ da gleich verzweifeln kann“), die wiederum den Endreim mit dem letzten „sagt mein Mann“ der Strophe eingeht.
Erstmals zwischen zweiter und dritter Strophe sorgt der Refrain für eine vermeintliche Bestätigung des Männerblicks:

„Und was mein Mann sagt, stimmt haargenau;
Ich muss das wissen, ich bin ja seine Frau“

Eine ausgesprochene Kritik an den Äußerungen ihres Mannes durch die Frau erfolgt nicht, so dass die eigentliche Distanzierung von seiner Geringschätzung sich erst durch das Stilmittel der Ironie entfaltet.
Die letzte Strophe variiert Aufbau und Inhalt. Der Mann spricht nun über sich und seine Pflicht, täglich in die Firma zu gehen. Er stellt dem das „Ausruhen“ der Frau zu Hause gegenüber und befindet, sie solle dafür „Wie gut ich’s habe“ dankbar sein. Auch diese Aussagen werden jeweils mit „sagt mein Mann“ zugeordnet. Diese letzte Aussage in drei Zeilen wird dreimal wiederholt, dann endet das Stück.

### Gesellschaftliche Einordnung
In den 1960er und 1970er Jahren wurde nicht nur in Deutschland das traditionelle bürgerliche Familienmodell zunehmend in Frage gestellt. Es war geprägt von dem männlichen, außerhäuslich tätigen Versorger und seinem weiblichen Gegenstück, der zu Hause in ihrem „natürlichen Beruf“ tätigen Hausfrau und Mutter. Entsprechend waren in den 1970er-Jahren in (West-)Deutschland noch rund doppelt so viele Männer wie Frauen berufstätig.
Im Erscheinungsjahr des Schlagers trat in Deutschland das Erste Gesetz zur Reform des Ehe- und Familienrechts in Kraft. Zuvor entsprach die Aufgabenverteilung zwischen Ehepartnern auch im Bürgerlichen Gesetzbuch dem Stand des Jahres 1900, wobei die Frau nur dann berufstätig sein durfte, wenn dies nicht mit ihren häuslichen Pflichten in Ehe und Familie kollidierte. Das neue Gesetz führte das Partnerschaftsprinzip ein, in dem es in der Ehe keine vorgeschriebene Aufgabenteilung mehr gibt. In diesem rechtlichen und gesellschaftlichen Umbruch, dessen Folgen sich allmählich auf den realen familiären Alltag auswirkten, spielt die im Lied dargestellte Situation, in der ein im Haushalt offenbar unbeteiligter Ehemann sich über die Klagen von Frauen über ihre Rolle wundert.

## Musik
Das 3:05 Minuten lange Stück ist im 4/4-Takt mit einem Tempo von 83 bpm produziert. Einem Intro unter Einsatz eines Banjos und eines begleitenden Clavinets folgt eine fortlaufende Begleitung, gespielt durch Schlagzeug, E-Bass, verschiedenen Keyboards, Rhythmusgitarre und Banjo. Die Zeile „sagt mein Mann“ wird im Hintergrund von einigen Trompeten mit Dämpfern unterstützt. Ab der zweiten Strophe kommt ein vokalisierender Chor zum Einsatz.
Den Refrain begleiten Blechbläser; ab der dritten Strophe spielen auch Streichinstrumente mit. Den dynamischen Höhepunkt des Lieds bilden die letzten Zeilen, in denen Chor, Streicher und Bläser (ohne Dämpfer) gemeinsam bis zum Ausblenden mitspielen. Die rhythmische Begleitung bleibt während des gesamten Stücks unverändert. Der Titel beginnt in der Tonart F-Dur und rückt zur vierten Strophe nach Fis-Dur.

## Rezeption
„Das bißchen Haushalt“, oft ohne den Zusatz „sagt mein Mann“, wird bis heute immer wieder als geflügeltes Wort etwa in Medienbeiträgen zur Geschlechterdebatte und -gerechtigkeit oder zur Aufteilung der Haus- und Familienarbeit verwendet.

### Coverversionen
Die aus dem gleichnamigen Album ausgekoppelte, 1977 erschienene Single mit der B-Seite Ein Spaziergang im Wald gelangte bis auf Platz 16 der deutschen Charts. Sie wurde 1988 neu aufgelegt. Danach erschien sie auf mehreren Schlagersamplern. Koczian hatte mit dem Stück zahlreiche Fernsehauftritte, darunter auch mehrere in der ZDF-Hitparade, wo Dieter Thomas Heck während eines Auftrittes die Studiotreppe fegte.
Bereits 1978 ließ Jürgen von Manger seine Figur Adolf Tegtmeier in typischem Ruhrdeutsch eine alternative Version des Schlagers singen: In Dat bisken Frühschicht lässt er den Bergmann Tegtmeier erzählen, wie seine Frau für die Anstrengungen seines Jobs im Schichtdienst das gleiche Unverständnis aufbringt wie im Originalstück der Ehemann für die Hausarbeit. Was zunächst anmutet wie eine Retourkutsche, wird in der letzten Strophe etwas aufgelöst – in der sich herausstellt, dass Tegtmeier zusammen mit vielen männlichen Kollegen durch regelmäßiges Blaumachen am Montag das Bild des anstrengenden Jobs selbst karikiert.
Im selben Jahr brachte Rita Hovink die niederländische Version des Schlagers …Zegt mijn man, ebenso wie im Jahr 2011 ihre Kollegin Trisha. Die Schauspielerin Andrea Spatzek interpretierte 2003 Das bißchen Haushalt auf ihrem Album Man soll den Mann nicht vor dem Abend loben, dessen Thema die Hausarbeit und das Geschlechterverhältnis war. 2007 veröffentlichte Barbara Schöneberger das Stück auf ihrem Album Jetzt singt sie auch noch! in einem jazzigen Arrangement. Ebenfalls 2007 veröffentlichte die Band Excrementory Grindfuckers eine satirische Grindcore-Version des Liedes mit dem Titel Ein bisschen Grindcore auf ihrem Album Bitte nicht vor den Gästen!. In einer Folge der filmsatirischen Fernsehsendung SchleFaZ aus dem Jahr 2019, in der der Film Hausfrauen-Report 3 vorgestellt wurde, wurde das Lied von den beiden Moderatoren Oliver Kalkofe und Peter Rütten gesungen, teils mit Originaltext, teils mit Bezügen auf den gezeigten Film.